# Elsmark
Elsmark er et stednavn på Als i Havnbjerg Sogn. 

## Navnet
Endelsen –mark angiver normalt en rydning. Forstavelsen Els menes at henvise til et mandsnavn, som også ses i stednavnet Elstrup. 
I Elsmark finder man Mads Clausens fødegård.

## Elsbjerg
Elsbjerg (tidl. Elleisbjerg) er en bakke ved Elsmark. Der er ved bakken fundet både ildsteder og stensatte grave. I vikingetiden blev bakken brugt som udkigspunkt over Lillebælt. På toppen af bakken var der en stor brønd, som forsynede landsbyen Elsmark med vand. Nu ejes Elsbjerg af Danfoss.
|  | Denne artikel om lokaliteten Elsmark kan blive bedre, hvis der indsættes et (bedre) billede. Du kan hjælpe ved at afsøge Wikimedia Commons for et passende billede eller lægge et op på Wikimedia Commons med en af de tilladte licenser og indsætte det i artiklen. |

55°02′20″N 9°48′37″Ø / 55.03892°N 9.810244°Ø